# Leandra rhodopogon
Leandra rhodopogon là một loài thực vật có hoa trong họ Mua. Loài này được (DC.) Cogn. mô tả khoa học đầu tiên.